# おぐりみく
おぐり みく（1988年5月1日 - ）は、日本のAV女優。マークスグループ所属。

## 略歴・人物
2010年にAVデビューしたギャル系AV女優である。

## 出演作品

### アダルトビデオ
2010年
- 黒ギャルおなら 〜エロカッコイイ!アゲ♂アゲ♂ヒップ〜 （9月20日、レイディックス）
- 見て!さわって!ヤレる! わんぱくジャングルツアーズ （11月4日、ATOM）
- 勢いのあるネイル手コキ （11月20日、レイディックス）…オムニバス作品
- 生き残ってた!! マンバギャル!!! vol.02 （12月7日、GARCON）
- 僕の妹はギャル! こいつが可愛い友達（もちろん超美形♥）を家に連れてくるもんだからつい手をだしたら、ヤレた!! VOL.3 （12月7日、GARCON）
- ザ・筆おろし 54 （12月11日（レンタル）、クリスタル映像）…オムニバス作品
- 貴女のおもちゃにされたい 3 ギャルに好き放題弄ばれ無理矢理何度もいかされる男 （12月19日、edge）…オムニバス作品

2011年
- ザ・筆おろし 54（1月14日、クリスタル映像）
- アナル舐め2 女子校生のアニリングス（3月4日、OFFICE K’S）
- 女子校生ぬる×2おま●こオナニー VOL.9（3月4日、虎堂）
- PINK BUTTERFLY 07（5月11日、プレステージ）
- 激闘！ガールズ探偵物語 BLACK Cat（6月26日、BabyEntertainment）
- 日本初上陸！アーミーギャル軍団に緊急セクシー指令！！草食系ドーテーくん一掃大作戦を開始せよ！（8月６日、GALCON）オムニバス作品
- ONIAGE 噂のT-Backギャル女子校生 11（8月7日、デジタルアーク）
- 黒ギャルVS白ギャル完全マジギレ！！レズキャットファイト対決！！（9月8日、GALCON）

2012年
- ペイントガールSEX 1（11月2日、アキバコム制作部）

### アダルトサイト
- さちあ 20歳 （PERFECT-G）

### オリジナルビデオ
- ヒール極悪最凶トーナメント 一回戦第一試合 （2013年9月20日、バトル）